# ピンク・レディー
ピンク・レディー（Pink Lady）は日本の女性デュオ。1970年代後半、斬新な振付と衣装を伴ったユニークなヒット曲の数々で、アイドルとして爆発的なブームを巻き起こした。
メンバーは、根本美鶴代（ミー、現：未唯mie）と増田啓子（ケイ、現：増田惠子）。1976年から1981年当時の所属事務所はT&C。レコード会社はビクターエンタテインメント（二代目法人、旧：JVCケンウッド・ビクターエンタテインメント ← ビクターエンタテインメント〈初代法人〉 ← ビクター音楽産業）。

## メンバー
| 愛称 | 本名（デビュー時）※ | 生年月日     | 出身地                   | 現芸名   |
| ---- | ------------------- | ------------ | ------------------------ | -------- |
| ミー | 根本美鶴代          | 1958年3月9日 | 静岡県静岡市（後の葵区） | 未唯mie  |
| ケイ | 増田啓子            | 1957年9月2日 | 静岡県静岡市（後の葵区） | 増田惠子 |

※ 1976年8月25日から1981年3月31日までの芸名でもあった。

## 経歴

### 出会い
中学2年時（1971年）に、ミーの在学する静岡市立末広中学校にケイが転校して来て演劇部に入り2人が知り合う。
1973年に、ヤマハ音楽が主催するオーディションにそれぞれ合格する。授業料免除の特待生にも合格したことから、ヤマハボーカルスクールに通うことになる。講師の勧めで、当時人気のあった「キャンディーズ」にあやかった『クッキー』というフォークソング系のデュオを結成し、プロデビューを目指すことになった。1974年のヤマハ主催のポプコン東海地区大会決勝に進出して、「恋のレッスン」を歌っている。
ヤマハ所属のセミプロ歌手として同社の新商品発売イベントやキャンペーン開催時に参加し、歌を披露することもあった。

### スター誕生
プロをめざし、ヤマハの全国オーディションに出場しグランプリを獲得するものの、デビューの話は具体化しなかった。次にオーディション番組『君こそスターだ！』（フジテレビ）に出場するが、不合格となった。最後の挑戦と意気込み応募したのが『スター誕生!』（日本テレビ、司会は萩本欽一）である。第224回（1976年1月11日放送）合格者となり、決勝大会へ進む。
1976年3月14日、『スター誕生!』第16回決勝大会に出演。白いシャツにサロペット（ミーは赤、ケイは紺青）を着用、化粧もほぼ施さず、垢抜けない雰囲気を演出して登場。当時ほとんど無名に近かったフォークグループ、ピーマンの「部屋を出て下さい」を披露した。
合計8社のレコード会社や芸能プロダクションから、獲得の意向を示すプラカードが上がった。特に熱心だったのは、アクト・ワン・エンタープライズ（同年4月にT&Cに吸収される）の相馬一比古と、ビクター音楽産業の飯田久彦であり、2人は両社に所属することになる。

### デビューまで
クッキーと契約を交わしたレコード会社・ビクター音楽産業でディレクターを務めていた飯田久彦は、ミーとケイをフォークデュオで売り出そうとする上層部に異議を唱えた。ディスコミュージックブームの波が押し寄せ、フォークの時代に陰りが見え始めており、洋楽の要素を含んだ楽曲の時代を予見していた。何よりも、ミーとケイの溌溂とした若さと魅力的なルックスは武器になり、リズムやビートの効いた楽曲を歌わせることで新たな魅力が引き出せると確信していた。上層部に粘り強く交渉して方針変更の許可を得てプロデュースに本腰を入れる。
『スター誕生!』出演時の時のような、化粧ひとつしない素朴なイメージを封印。大胆に肌を素出させたボディラインにフィットするデザイン（マイクロミニ丈のミニスカートやホットパンツ、キャミソールドレス、ワンショルダーやチューブトップなど。デザイナーは野口庸子）の衣装に身を包み、セクシーでありながら爽やかな可愛らしさを前面に打ち出した。
活動名も、大人っぽく都会的なイメージに変更。作曲家・都倉俊一が、カクテルのピンク・レディーに因んで『ピンク・レディー』と命名した。『ピンク・レディーズ』（複数形）としなかったのはこのためである。
デビュー曲選考にあたり、「乾杯お嬢さん」「ペッパー警部」の2曲が挙がり、前者が有力視されていた。しかし、楽曲提供した阿久悠と都倉がインパクトのある「ペッパー警部」を推し、デビューシングル（A面）に決定した。

### レコードデビュー
1976年8月25日、レコード・デビュー。『スター誕生!』決勝大会から半年足らずでのスピードデビューである。
デビュー直後はキワモノ的な見方もされ、ミニスカートから伸びた太ももをがに股に開け閉めする振付を行うことから成人向け深夜番組の出演が多かった。しかし、リリースされる楽曲が次々とヒットチャートを駆け上がり、人気音楽番組に出始めるようになると、当時の子供たちがこぞって振付を覚えて真似をし始めた（振付師・土居甫が担当）。
人気が高まるにつれ、衣料品や文房具、食器、自転車や食品まで多くの業種のさまざまな商品に2人の姿がプリントされたキャラクターグッズが販売された。また、ミーとケイをネコに模したマスコットキャラクターも考案され、こちらもグッズ化された。

### 人気絶頂期
1976年
ピンク・レディーのデビュー・シングル「ペッパー警部」（1976年8月）は売上60万枚（オリコン調べ）、出荷ベースではミリオンセラーのヒットとなり、1976年末の「第18回日本レコード大賞」新人賞を獲得、翌1977年に掛けてロングヒットとなる。この曲では両脚をがに股に開くポーズを含む斬新な踊りが、当時の世間に大きな注目を集めた。
第2弾シングルの「S・O・S」（1976年11月）、第3弾シングルの「カルメン'77」（1977年3月）もオリコン1位を記録する大ヒットとなり、大きな注目を集めたことから人気が社会的に広がった。
1977年
第4弾シングル「渚のシンドバッド」（1977年6月）は、ピンク・レディー初のミリオンセラーとなった（オリコン調べ）。なお、翌年デビューしたサザンオールスターズは、「渚のシンドバッド」および同年1977年にリリースした沢田研二の「勝手にしやがれ」の曲名を掛け合わせ、デビューシングルの曲名を「勝手にシンドバッド」としている。
第5弾シングルの「ウォンテッド（指名手配）」（1977年9月）もオリコンで12週連続1位を記録する大ヒットとなり、アメリカで外国人歌手によるカバーソングまで発売された。1977年末、ピンク・レディーは第19回日本レコード大賞において「S・O・S」「カルメン'77」「渚のシンドバッド」「ウォンテッド（指名手配）」をノンストップメドレーで歌い「大衆賞」を受賞した。
1978年
第6弾シングル「UFO」（1977年12月）もミリオンセラーを記録し、1978年末の「第20回日本レコード大賞」を受賞する。それまでピンク・レディーのような“ディスコ・ポップス系”のアイドル歌手がレコード大賞を受賞した前例はなかった。また“地球の美女が異星人に恋をする”という阿久悠作詞の歌詞も、当時としては画期的なものであった。
第7弾シングルの「サウスポー」（1978年3月）もミリオンセラーとなった。この「サウスポー」では“左利きの女性投手が王貞治と一騎討ちをする場面”が描かれており、これは当時一世を風靡した“読売巨人軍の四番打者・王貞治のホームラン世界記録ブーム”を背景としたものである（この頃、王貞治は第1号の国民栄誉賞を受賞した）。ピンク・レディーの作詞家・阿久悠は「作詞とは“時代”である」をポリシーとしていた。
さらに、次のシングル「モンスター」（1978年6月）も、これまでの勢いを受けて、ミリオンセラーを記録した。
1978年のブロマイドの年間売上成績でも人気No.1を獲得した。また「サウスポー」や「透明人間」（1978年9月）などのように、男女の恋愛を直接のテーマとしていない曲も、当時の歌謡曲には見られない特徴的なものだった。
このように、ピンク・レディーの人気絶頂期は、1976年から1978年までの3年間、実質的にはブレイク後の1977年から1978年の2年間にわたって続いた。絶頂期のピンク・レディー人気を支えていたのは主に子供たちであり、1978年のオリコンの調査によると、ピンク・レディーの支持層は3歳から12歳が42.5%を占めていた。
オリコンでの連続9曲1位・10曲連続ミリオンセラー（出荷ベース）は、当時の新記録。オリコンシングルチャートにおける通算首位獲得数（63週）は、2015年1月26日付に、B'zが「有頂天」で記録更新するまで最高記録であった（ピンク・レディーは9曲で通算63週を達成。B'zは47曲で通算64週を達成。また1977年7月第3週から1978年2月第3週までの28週のうち27週にわたり、ピンク・レディーが1位を獲得していた）。
また、女性グループアーティストによる通算9曲首位も、2006年11月20日付に、モーニング娘。が「歩いてる」で記録更新するまで最高記録であった。3年ほど早くデビュー（1973年9月）していた、アイドルトリオのキャンディーズと比較されることが多かったが、当時のレコード売上枚数はピンク・レディーが圧倒的に上回っていた。
ピンク・レディーの2人の初任給は5万円であったが、1980年頃には月給350万円になったという。所属事務所「T&C」の社長だった貫泰夫は「20歳の娘に350万円の月給を出し、5000万円のマンションを買い与えた」と語っている。しかし、実際には本人たちの給与からマンションの「家賃」が月々天引きされていた。事務所を信頼して預金通帳を預けていたため、解散の頃まで気がつかなかったという。

### 紅白歌合戦辞退によるバッシング
「カメレオン・アーミー」（1978年12月）もオリコン1位を獲得、これで1976年の「S・O・S」からオリコンシングルチャート連続首位記録が9曲となった。
そんな中、1978年大晦日の『第29回NHK紅白歌合戦』（NHK総合・ラジオ第1）への出場をあえて辞退、日本テレビ系のチャリティー番組『ピンク・レディー汗と涙の大晦日150分!!』に出演したことで、大きなバッシングを受けることになる。
視聴率（ビデオリサーチ・関東地区調べ）は、当時の国民的番組であった『紅白』の72.2%に対し、ピンク・レディーが出演した裏番組は8.2%と惨敗する結果となった。それでも、前年度の『コント55号の紅白歌合戦をぶっ飛ばせ!なんてことするの!?』の6.2%を上回り、善戦したともされる。

### 日本での人気急落
ニューミュージック全盛期を迎える翌1979年、「ジパング」（1979年3月）はオリコン4位に留まり、連続首位記録がついにストップする。その後「ピンク・タイフーン」（1979年5月）と、「波乗りパイレーツ」（1979年7月）まではオリコンベスト10内を維持した。
この頃には、子どものファンも意識したエンターテインメント路線が飽きられつつあった。また、前代未聞の紅白歌合戦出場辞退によりマスコミから激しいバッシングを受けた上に、事務所のトラブルやメンバーの恋愛報道なども相まって逆風に晒された。
さらに、1980年には松田聖子が歌手デビューし、男性であるがたのきんトリオのブームが到来するなど、続々と新しいアイドルが台頭して世代交代が進む中で、以前ほどヒットに恵まれなくなった。

### アメリカ進出
ただし、以前から進められていたアメリカでの活動は順調で、全米デビューシングルとなった「Kiss In The Dark」はビルボード総合37位、全米三大ネットワークの一つNBCのゴールデンタイムで、自らの名前を冠する番組を持つなど確実に実績を積んでいた。しかし、アメリカでの契約を更新することは無いまま帰国することとなった。
再び日本での活動に力を入れたものの、往時の勢いを取り戻すことは全くできなかった。また、マスコミによる報道は「現地での実績を報道しない」など冷たいものであったことから、日本では「アメリカ進出は失敗」と言われることが多かった。冠番組の放送内容については賛否が分かれているが、米国内ではDVD化もされている。

### グループ解散、事務所の倒産
1980年9月1日、ピンク・レディーは解散を発表。7か月後の1981年3月31日、後楽園球場で解散コンサートを開催することも発表された。活動期間はわずか4年7ヶ月と、一世を風靡したグループとしては短命であった。
コンサート当日は、みぞれ交じりの冷雨が降り続く悪天候であり、空席が目立ったスタンドに象徴されるように絶頂期の面影はほとんど無く、何かと比較されたキャンディーズの解散コンサート（1978年4月）が超満員だったことと比べると、あまりにも寂し過ぎるものであった。感涙し抱擁する瞬間までテレビサイズに収めるために、ディレクターから急かされたとされている。解散コンサートの観客動員数は主催者発表で3万人、消防署関係者の証言では1万5000人程度とされる。
なお、当時の所属事務所は解散直後に倒産し、社長であった貫泰夫も芸能界を離れた。ピンク・レディーが稼ぎ出したのは500億円とも言われているが、実際に所属事務所に入ったお金は50億円ほどであり、そのお金も「制作費などの諸費用により出費して全て消え、口座が維持できなくなってパンクしてやめた」と言う。

### 解散後の活動
解散後の2人には、「女優やアーティストにならないか?」という誘いが殺到したという。しかしミーは、「これまで通り、ピンク・レディーをプロデュースしてくださった方のお世話になりなさい」と親が移籍に反対したことから断念している。数年ほど活動を続け、解散前と変わらぬ多忙さだったが、不完全燃焼のような気持ちは拭えず、袂を分かつことを決意。
1987年、ミーは同世代のミュージシャン仲間から誘われ29歳で独立。その仲間たちと新会社を設立するが、経営に興味がなく他人任せで、大きな利益はあったものの一方で過剰に出費をしていたため、経営に失敗して億単位の借金を抱える。33歳になり、借金だらけの会社を自分の手で経営を立て直すことを決意。ピンク・レディー全盛期並みの睡眠時間で働き続けて、3年後にようやく借金返済の目途がたったという。

### 再結成
解散後はそれぞれ女優やタレントとしてソロ活動。ピンク・レディーとしては、2005年までは期間限定ながら数度、再結成して活動。二人でテレビ出演する際の衣装は、ケイがピンク、未唯はブルーで登場することが多い。これは、現役の頃から今までもケイがピンクが大好きだということの表れである。
- 1984年 - 1度目の再結成。
- 1989年 - 2度目の再結成。
- 1996年 - 3度目の再結成。
- 2003年 - 4度目の再結成。
- 2010年 - 5度目の再結成。

それ以外にも、1993年にはポッカコーポレーション（現：ポッカサッポロフード&ビバレッジ）「つぶコーンスープ」のCMソングをレコーディングするために、一時的に再結成したことがあるほか、2000年の第51回NHK紅白歌合戦にも出場している。
2010年、解散宣言からちょうど30年後の9月1日に「解散やめ!」を宣言、ピンク・レディーとしての活動を再開しソロ活動と並行して継続することを表明。2011年5月から本格的な再始動として全国ツアー「ピンク・レディー Concert Tour 2011 "INNOVATION"」を開催。
2017年12月30日の『第59回日本レコード大賞』（TBSテレビ・ラジオ）に39年ぶりに特別ゲストとして出演した。これはピンク・レディーの歌詞を担当した作詞家、阿久悠が特別賞を受賞したことを祝したものである。披露した曲は「ペッパー警部」「ウォンテッド（指名手配）」「UFO」の3曲ノンストップメドレーを歌った。翌2018年12月30日の第60回日本レコード大賞にも、「UFO」での1978年レコ大受賞当時の司会者・高橋圭三への追悼で再びステージに立った。2017年よりも1曲多い「UFO」「S・O・S」「渚のシンドバッド」「サウスポー」の4曲ノンストップメドレーを歌った。

## 年表
- 1971年 - 中学2年生の時、ケイがミーの在学する中学校に転校し、演劇部に入ったことで2人が知り合う。
- 1973年 - 当時、浜松市幸にあった音楽教室「ヤマハ四ツ池センター」のヤマハミュージックスクールに通い始める。
- 1974年 - コンビ結成。元々は「クッキー」（当時人気の有った「キャンディーズ」にあやかった）というフォークユニットだった。
- 1976年 - 日本テレビの番組『スター誕生!』にて合格し、8月25日、ビクター音楽産業（現：ビクターエンタテインメント）よりシングル「ペッパー警部」でデビュー。
- 1977年 - 1978年 - 日清焼そばU.F.O.のテレビCMに起用される。又テレビの露出がこの時期に極端に増え、この2年間がピンク・レディーの「全盛期」とも言われる。
- 1977年 - 「ウォンテッド (指名手配)」で第19回日本レコード大賞大衆賞受賞。4分30秒のノンストップメドレーを歌った。レコード大賞を沢田研二の「勝手にしやがれ」と同点投票で逃す。
- 1978年 - 「UFO」で第20回日本レコード大賞受賞、「サウスポー」で第9回日本歌謡大賞受賞。
- 1979年 - シングル「Kiss In The Dark」で全米デビュー。
- 1980年 - 9月1日に7ヵ月後の解散を宣言。
- 1981年 - 解散。
- 1984年 - 1度目の再結成。
- 1989年 - 2度目の再結成。第40回NHK紅白歌合戦に出場。更にWinkと共演し、新旧女性アイドルデュオ同士での共演が実現した。
- 1990年 - 第41回NHK紅白歌合戦に出場
- 1993年 - ポッカコーポレーション（現：ポッカサッポロフード&ビバレッジ）「つぶコーンスープ」のCMソングをレコーディングする（このレコーディングのためだけに2人が再集結した）[18][19]。
- 1996年 - 3度目の再結成（ - 1997年）。
- 2000年 - 第51回NHK紅白歌合戦に出場。関西地区では全出場歌手中最大の視聴率を記録した。
- 2002年 - パチンコ「CRピンク・レディー」（大一商会）が当時メーカー過去最大の売り上げを記録。翌2003年の再結成へのきっかけとなる。
- 2003年 - 4度目の再結成。同年から2年間限定で全国ツアーを実施する。
- 2003年 - 6月2日〜2004年 - 3月27日、Vol.1のツアー・タイトルは『PINK LADY TYPHOON〜AGAIN〜ピンク・レディー メモリアル・コンサート -JAPAN TOUR 2003-』。
- 2004年 - 4月14日〜11月30日、コンサート・ツアー『ピンク・レディー メモリアル・コンサートVol.2 モンスターパニック』を行う。
- 2004年 - 7月24日、音楽番組『ミュージックフェア』にてモーニング娘。と共演、世代を超えた国民的アイドル同士の共演が実現した。ただし未唯は『ハロー!モーニング。』初回にて既にゲスト出演で共演している。
- 2004年-12月24日、金スマスペシャルLIVEにて、約17分のメドレーを歌った。
- 2005年 - 3月4日〜5月26日コンサート・ツアー『ピンク・レディー メモリアル・コンサートVol.3 LAST TOUR Unforgettable Final Ovation』を行う。
- 2005年 - 5月27日、最終公演は『〜グランドフィナーレ〜MEMORIAL CONCERT SPECIAL』。
- 2007年 - ピンク・レディーのパチンコが再び登場、パチンコで使用される曲の再レコーディングを行った。
- 2010年 - 最初の解散宣言から丁度30年経った同年9月1日に、「解散やめ!」宣言で5度目となる再結成。
- 2011年 - 3月31日、赤坂BLITZにてチャリティーイベント「初陣式」を決行。公演の模様は全てUstreamにて配信された。5月21日の市原市市民会館を皮切りに全国ツアーをスタートする。
- 2017年 - 12月30日、TBS系「第59回日本レコード大賞」（新国立劇場）において、阿久悠の特別賞受賞を受けて39年ぶりに出演し、5分30秒のノンストップメドレーを披露[22]。
- 2018年 - 12月30日、TBS系「第60回日本レコード大賞」に出演し、6分30秒のノンストップメドレーを披露。
- 2019年 - 6月28日、2019年12月13日公開予定の「映画 妖怪学園Y 猫はHEROになれるか」の主題歌として15年ぶりの新曲「メテオ」が採用されたことを発表[23]。
- 2020年 - 7月5日、一般社団法人プラチナエイジ振興協会が実施する第6回プラチナエイジのベストプラチナエイジストに未唯mieと増田惠子が選ばれた[24]。

## エピソードなど
グループ名
後に増田惠子（ケイ）は、素朴な田舎娘っぽいイメージはオーディション番組に受かるための手段で、当初より歌って踊れる歌手を目指していたと語っている。当初のユニット名の候補には「みかん箱」「ちゃっきり娘」があり、最終的には「白い風船」に決まったということで、これに増田はフォークソンググループの名前みたいで「終わった～、でもデビューさせてもらえるだけでもありがたいよね」と思ったという。しかし都倉俊一は「白い風船じゃないなぁ」として名前を変えたく思い、赤坂プリンスホテルのバーで飲んでいる時に、前述のように「カクテルのピンク・レディー」を発想して、これにしようと命名に至ったとのこと。
プロダクション
二人は最初『スター誕生!』でスカウトされた相馬一比古が代表を務める「アクト・ワン」というプロダクションに所属していたが、同社は借金の肩代わりに1976年4月に設立された「T&C」に吸収合併された（相馬はT&Cの制作部長に就く）。「T&C」の社長・貫泰夫、専務・加納亨一はそれぞれ証券、生命保険の大手企業出身の堅気で、一攫千金を夢見て脱サラした人物だったのだが先の借金の融資を広島で原爆の焼け野原で一緒にボールを追った野球部仲間だった総会屋小川薫に頼み、小川が同社のオーナーとなったのがまずかった。
ピンク・レディーが爆発的に売れるに連れ、警察から格好の標的にされ、小川が余罪で追及されたり、スーパーアイドルと総会屋との接点が当時のマスメディアに散々書かれた。しかしT&C自体はまともな会社で、むしろ既存の芸能界とは全く関係のないズブの素人が始めたT&Cの一時の大成功は、その後素人による芸能プロ参入を増やしたという功績がある。
多忙によるミスが多発
アイドル歌手では一般的なことだが、活動方針やイメージ戦略などはピンク・レディー本人（ミーとケイ）が立案しているのではなく、所属事務所など周囲の関係者が行っていた。多忙がたたり、当時の仕事の現場はダブルブッキングなどは日常茶飯事な状態であった。ミーとケイは、デビュー当時から寝る間もないほどの仕事を課せられていたため、自分たちが実際にどれくらい人気なのか全く分からなかったと後述している。
女児に「振り付け」が大流行
当時の子供向けテレビ雑誌「テレビマガジン」（講談社）、「テレビランド」（徳間書店）、「てれびくん」（小学館）誌上における短期グラビア連載を展開した他、女児の間ではピンク・レディーの振り付けの真似が大流行した。『探偵!ナイトスクープ』2001年2月9日放送分の「30代の女性は皆ピンク・レディーの振り付けを踊れる？」の調査でも、街頭インタビューを行った一般の女性達が次々と完璧に「UFO」「サウスポー」などを踊りこなし、当時の人気振りを偲ばせた。
　当時は一般家庭においてのビデオデッキの普及率が低かった為、振り付けを覚えるにはテレビ放送をリアルタイムで視聴するしかなかった。「振り付けを見えるように、カメラアングルを配慮して放送しろ」という苦情が、テレビ局に多数寄せられた。
亜流ピンク・レディー
当時、フィーバーやアパッチ、キャッツ★アイなど、ピンク・レディー人気にあやかろうと亜流といえる歌謡グループが複数登場したのも人気を物語るエピソードである。
ブロマイドの販売数
絶頂期当時、ピンク・レディーのブロマイドの販売数も驚異的なものであったが、山口百恵や他のアイドル達の写真がスタジオなどできちんとした撮影がされているのに比べてピンク・レディーの写真はその多くがテレビ局の廊下や階段などで撮影されたものが使用されている。これは写真スタジオで撮影するだけの時間が全くなかったほど多忙であり、番組出演の移動の合間に手っ取り早く撮影していたことが理由であったと本人達が後に語っている。
アメリカ進出
アメリカ進出の経緯については一般に知られていないが、多くのファンを得て、米3大ネットワークのNBCで主演の冠番組を獲得するなど、当時の外国人デュオとしては成功を収めた。しかしながら、よりセックスアピールを前面に出したスタイルであったため、国内でのイメージを損なう恐れがあるとの判断から日本ではほとんど報道されなかった。アメリカのマーケットにおける長期的な見通しの欠如と、国内マーケット重視の営業判断から、活動途中でアメリカから撤退を余儀なくされた。
また当時、主に私生活上（特に恋愛関係）の要因からケイが日本への帰国を強く主張していたことを、後にケイ自身が著書で明らかにしており、それもアメリカ撤退の一因となった。
テレビプロデューサーでコメンテーターでもあるデーブ・スペクターは、「ピンク・レディーは名前が悪すぎた。アメリカでピンク・レディーという名前では売れるはずがないんですよ。」と語っている。これは、アメリカにおける「ピンク・レディー」という言葉には、カクテルの名前の他に“共産主義者っぽい女性”、“バルビツール酸系催眠鎮静剤”、“売春婦”といった意味があるためである。
パブリシティ権侵害の損害賠償訴訟
光文社『女性自身』2007年2月27日号に掲載された「ピンク・レディーdeダイエット」の写真について、無断で掲載されたパブリシティ権侵害の損害賠償を求めて提訴したものの、最高裁判所で訴えが棄却され、主張した損害賠償請求は認められなかった（ピンク・レディー事件、最高裁判所 平成21(受)2056 民集第66巻2号89頁）。
烏龍茶に貢献？
日本で烏龍茶が浸透したのは、「夜のヒットスタジオ」（1979年9月10日放送）で『マンデー・モナリザ・クラブ』を歌った際のインタビューがきっかけだったとする説もある。
パラパラ写真
1970年代の年少者向け雑誌では、ピンク・レディーの「パラパラ写真」が付録となっていた。このパラパラ写真はピンク・レディーの振付をコマ撮りしたものであり、雑誌から切り取ってすべてをバラし、片端をクリップなどで留めてもう一方の端をはじくことで動作を再現できた。

## シングル

### 現役時代
1. ペッパー警部（1976年8月25日　売上枚数60.5万枚）
作詞の阿久悠の書籍『夢を食った男たち - 「スター誕生」と黄金の70年代』によると、阿久がこの曲名をつけた際の由来についてはドクターペッパーからの引用か、またはビートルズのアルバム『サージェント・ペパーズ・ロンリー・ハーツ・クラブ・バンド』からか、『ピンク・パンサー』の登場人物クルーゾー警部からか、落語のくしゃみ講釈の落ちに登場する胡椒（故障）からペッパーを連想したのか、あるいは曽根史朗の往年のヒット曲「若いお巡りさん」[注釈 7]からの連想なのかもしれないが、どれも（阿久悠自身による）後付けの解釈であり、本当のところは分からないとしている。なお、映画『007 死ぬのは奴らだ』と『007 黄金銃を持つ男』に出てくるペッパー保安官（後に警部）については同書では言及されていない。
ダンスで大胆に足を開く振り付けは当初は下品とマスコミ関係者に不評であった。B面の「乾杯お嬢さん」も人気で、こちらはキャンディーズを意識した楽曲でもあった。前述書『夢を食った男たち』によると、阿久は最初からA面を「ペッパー警部」、B面を「乾杯お嬢さん」にするつもりで作詞したが、当初ビクターは「乾杯お嬢さん」をA面で売り出そうとしたという。
2. S・O・S（1976年11月25日　売上枚数65.4万枚）
初のオリコン1位。イントロにSOSのモールス信号が入っており、電波法の遭難信号に関する条項との兼ね合いを懸念したラジオ局では一時期放送を自粛したところもあった。また、テレビ出演時は発売直後のみモールス信号からはじまるイントロを使用していたが、ただちにそれを抜いた演奏に切り替えられた[注釈 8]。
3. カルメン'77（1977年3月10日　売上枚数66.3万枚）
この曲あたりから激しい振付が増えてゆき、さらなるインパクトがつけられた。
4. 渚のシンドバッド（1977年6月10日　売上枚数100万枚）
オリコン上における初のミリオンセラーで、以後「モンスター」までオリコンでは5作連続でミリオンセラーを記録。オリコンチャートにおいて計8週に渡り1位を獲得。
5. ウォンテッド (指名手配)（1977年9月5日　売上枚数120万枚）
オリコンチャートで「渚のシンドバッド」から連続して1位を獲得し続け、この曲だけで12週連続1位を獲得。簡単な振り付けが子供たちの間に広まり、振り付けの真似が流行るきっかけとなる。イエロー・マジック・オーケストラ（YMO）が結成初期のコンサートで演奏したこともある。
6. UFO（1977年12月5日　売上枚数155万枚）
オリコン枚数155万枚、出荷枚数195万枚。ピンク・レディーのシングルとしては最大の売上を記録（オリコン枚数、出荷枚数共に）。「ウォンテッド (指名手配)」から中島みゆきの「わかれうた」（1週のみ）を挟んでオリコンチャートで10週連続1位を獲得。第20回日本レコード大賞受賞曲。
7. サウスポー（1978年3月25日）
当時まだ珍しかった「オリコン初登場1位」を達成。歌詞中には同時代のスターであった王貞治をイメージした打者が登場する（王貞治#関連作品を参照）。また、高校野球の応援歌では、現在も山本リンダの「狙いうち」等と共に定番の曲である。
同曲にはお蔵入りになったバージョンが存在する。こちらは歌詞も曲調も異なり、王貞治をイメージした打者も登場しない。こちらはレコーディングまでされたものの日の目を見ることはなかった。没バージョンの「サウスポー」は、2008年になって阿久悠の作詞作品を集めたCD-BOX『続・人間万葉歌』に収録され商品化された[注釈 9]。
高倉健主演の映画『冬の華』内では挿入歌となり、倍賞美津子の演じるメリーさんこと娼婦との再会シーンでこの曲が流された。
8. モンスター（1978年6月25日）
出だしから「ワハハハ…」という不気味なモンスターの声（都倉俊一の声に音声加工）に、二人が「キャー!」と叫ぶイントロが話題になった。
9. 透明人間（1978年9月9日）
レコード予約枚数が60万枚を超え当時としては異例の記録を作った。また衣装は三角ブラとホットパンツを基調としたシースルーの衣装で歌った。B面は『飛べ!孫悟空』の主題歌「スーパーモンキー孫悟空」。
10. カメレオン・アーミー（1978年12月5日）
オリコンにおいて、初登場88位→翌週1位という珍記録を達成[注釈 10]。
『ルパン三世 (TV第2シリーズ)』 第74話「恐怖のカメレオン人間」では挿入歌としてこの曲が使用されていた。
松田優作主演のアクション映画『俺達に墓はない』では挿入歌となり、主人公達のアジトであるバー亜邪馬の店内で、松田の演じる主人公「島勝男」が都築興業襲撃の最初の打合せをしていた時にこの曲が流された。
11. ジパング（1979年3月9日）
デビュー曲以来続いた出荷枚数の連続100万枚突破記録、「S・O・S」以来続いたオリコン連続1位記録が途切れるが、総シングルレコードの売上合計枚数が1000万枚を突破した。これもオリコン史上初となる快挙であった。
「カメレオン・アーミー」と同じく、『俺達に墓はない』で、島が都築興業の襲撃に失敗して滝田と手を組み、店に帰ってきてミチが店を開いていた時に、この曲が流れていた。
12. ピンク・タイフーン (In The Navy)（1979年5月1日）
ヴィレッジ・ピープルの「In The Navy」をカバー。同じカバー曲の渋谷哲平「ヤング・セーラーマン (In The Navy)」と競作となる。
13. 波乗りパイレーツ（1979年7月5日）
B面の「USA吹込盤」は、ザ・ビーチ・ボーイズがコーラスに参加。
14. Kiss In The Dark（1979年9月5日）
全米デビューシングル。ビルボード誌の「HOT 100」で37位にランクインした。総合チャートにおいては坂本九に次ぐ記録。2011年までの時点で40位以内に入った最後の日本人歌手となる（ラジオ番組『American Top 40』の影響もあり、40位以内へのランクインがヒット曲の基準として重視される傾向にある）。
15. マンデー・モナリザ・クラブ（1979年9月9日）
阿久悠・都倉俊一のコンビが「そろそろ、子どものお客を無視した、ミーとケイ、ふたりのための曲を作ろう」と話し合った上で作りあげた。
16. DO YOUR BEST（1979年12月5日）
1980年のモスクワオリンピックに出場予定だった日本選手を応援するため、「がんばれ! ニッポン募金 Do your best!」というキャッチフレーズでピンク・レディーが選手強化募金を呼びかけた曲。その後政治的理由により、アメリカに続き日本もモスクワオリンピックをボイコットし、強化募金呼びかけは消滅。フジテレビ『夜のヒットスタジオ』では披露されていない。
17. 愛・GIRI GIRI（1980年3月5日）
発売当時、ピンク・レディーはアメリカで活動中だったため、テレビでは一度しか歌われなかった曲。
18. 世界英雄史（1980年5月21日）
日本帰国後のシングル。当時解散説が流れ、2人と事務所は当初完全否定していたが、それから約3か月後の9月1日に解散宣言を公表する。
19. うたかた（1980年9月21日）
アメリカで発売したアルバム『ピンク・レディー・イン・USA』収録曲「Strangers When We Kiss」の日本語バージョン。
20. リメンバー (フェーム)（1980年12月5日）
後に映画『フラッシュダンス』の主題歌を大ヒットさせるアイリーン・キャラが歌った、映画『フェーム』の主題歌を日本語でカバーしたもの。
21. Last Pretender（1981年1月21日）
発表当時からテレビで歌われたことが一度も無く、2005年5月27日に行われた『〜グランドフィナーレ〜MEMORIAL CONCERT SPECIAL』の最中に、コンサートの中で歌っていないシングル曲があるが、歌うことを封印したことが告げられ、実際に最後まで歌われることは無かった。よって振付などは不明。
1980年に発売されたラジの「偽りの瞳」（作詞: 高橋幸宏・大村憲司、作曲・編曲・プロデュース: 高橋幸宏）と異歌詞同曲で、作詞は糸井重里、編曲とプロデュースは高橋幸宏自身が手がけたテクノ歌謡。
22. OH!（1981年3月5日）
ラスト・シングル[注釈 11]。二人の曲を結果的に最も多く手掛けた阿久悠・都倉俊一コンビが最後を飾ることになった。

- なおピンク・レディーが1981年解散の後、未唯mie（当時・MIE）は1984年に「NEVER」（TBS系「不良少女とよばれて」主題歌）を、増田惠子（当時・けい子）は1982年に「すずめ」（中島みゆき作詞・作曲）を、それぞれソロ歌手として大ヒットさせている。

### 解散後

#### 1度目の再結成時
- 不思議LOVE（1984年6月21日）
  - ピンク・レディーとして3年ぶりのシングル。VAPより発売。

#### 2度目の再結成時
1990年、ポリドールK.K.（現：ユニバーサルミュージックジャパン）より「2年目のジンクス／ポロロッカ」がシングル発売される予定だったが、未唯とケイの契約上の問題など諸事情から見送られた。「2年目のジンクス」はNHKのテレビ番組出演時に披露され、同年末の第41回NHK紅白歌合戦においても、「ピンク・レディー・メドレー」の中で歌われた。
この2曲は1993年に、ビクターエンタテインメントから発売されたベスト・アルバム『BEST ONE』に収録された。

#### 3度目の再結成時
- PINK EYED SOUL（1996年11月21日）
  - シングルとしては「不思議LOVE」以降12年ぶりの新曲。ビクターエンタテインメントより発売。

#### 4度目の再結成時
- テレビが来た日/モンスターウェーブ（2003年5月2日）
  - 1曲目の表題曲「テレビが来た日」はNHK『みんなのうた』で使用された。テイチクエンタテインメントより発売。

#### 解散やめ宣言以降
- メテオ（2019年12月13日）
  - 作詞作曲はナユタン星人が手がけ、アニメ「妖怪ウォッチ」の劇場版である『映画 妖怪学園Y 猫はHEROになれるか』の主題歌になった。公式YouTubeにてフルバージョンが配信されており、CD等の音源化は現時点では未定となっている。

### その他
- PINK LADY DANCE MIX TRAX（1993年9月） - リミックス・シングル
- リミックス・マキシ・シングル（1996年8月） - 5枚同時発売
  - ペッパー警部
  - カルメン'77
  - 渚のシンドバッド
  - UFO
  - モンスター

## アルバム

### スタジオ・アルバム
1. ペッパー警部（1977年1月25日）
2. ピンク・レディーの「星から来た二人」（1978年11月5日）
3. ピンク・レディーの不思議な旅（1979年8月5日）
4. ピンク・レディー・イン・USA（1979年9月5日）
  - 1979年6月1日に全米で発売されたアルバム『PINK LADY』と同内容の日本版
5. WE ARE SEXY（1979年12月1日）
  - 洋楽のカバー・アルバム
6. SUSPENCE 〜Pink Lady Again（1984年6月21日）

### ライブ・アルバム
1. チャレンジ・コンサート（1977年6月5日）
2. サマー・ファイア'77（1977年9月10日）
3. バイ・バイ・カーニバル（1978年3月5日）
4. アメリカ！アメリカ！アメリカ！（1978年6月25日）
5. '78ジャンピング・サマー・カーニバル（1978年9月5日）
6. LIVE IN 武道館（1979年2月5日）
7. さよならピンク・レディー（1981年6月25日）
  - 1981年3月31日、後楽園球場で行われた解散コンサートを収録

### ベスト・アルバム
1. ベスト・ヒット・アルバム（1977年12月5日）
2. ベスト・ヒット・アルバム（1978年12月5日）
3. UFO／サウスポー（1979年6月1日）
4. ターニング・ポイント（1980年12月5日）
5. PINK LADY（1981年3月21日）
  - 全米発売された『PINK LADY』とは別。新曲11曲を含む全42曲収録の3枚組限定ベスト・アルバム（通称・銀箱）。
6. PINK LADY HISTORY 〜ピンク・レディー・シングル全曲集〜（1990年12月1日）
7. BEST ONE（1993年12月1日）
  - 「2年目のジンクス」「ポロロッカ」収録
8. TWIN BEST（1995年6月28日）
9. Mie & Kei 〜Pink Lady Best Selection〜（1996年12月18日）
  - シングル「PINK EYED SOUL」含む本人選曲のベスト・アルバム
10. ピンク・レディー ベスト・ヒット・アルバム（2003年6月4日）
  - 1977年版のベスト・ヒット・アルバムをCD化し、更にそれ以降に発売されたシングルA面曲集を加えた2枚組のベスト・アルバム
11. MEGA HITS!!（2006年2月22日）
  - オリジナル・カラオケDiscを含む2枚組ベスト・アルバム
12. ピンク・レディー「阿久 悠 作品集」（2008年3月26日）
13. GOLDEN☆BEST ピンク・レディー コンプリート・シングル・コレクション（2009年9月16日）
  - 1981年までのシングルA・B面を完全収録
14. INNOVATION（2010年12月1日）
  - 現役当時のマスターテープをそのまま使い、ヴォーカルのみ新しく録音し直したベスト・アルバム。これは、当時の一流スタジオミュージシャンの演奏まで捨てて新アレンジにするのは惜しいという理由からのもの。

### リミックス・アルバム
- BLOOD NEW（1987年12月1日）
- REMIXES（1990年12月5日）
- RARE TRAX（2006年1月21日）

### サウンドトラック
- ピンク・レディーの活動大写真（1978年12月25日）

### CD-BOX
- ピンク・レディー・プラチナ・ボックス（2006年5月31日）
  - CD4枚＋DVD2枚。クッキー時代の曲「恋のレッスン」を収録。諸事情により「2001年愛の詩」が収録されていない。DVDにはNHKの『レッツゴーヤング』・『第11回日本作詩大賞』（1978年）・『とびだせヤング!』出演時の映像と、1984年の『ピンク・レディー・フォーエバー/武道館ライブ』の模様が収録されている。
- PINK LADY ORIGINAL ALBUM COLLECTION BOX（2006年7月26日）
  - 『ペッパー警部』から『バイ・バイ・カーニバル』までの4作を収納。
- Singles Premium（2011年8月25日）
  - CD23枚＋DVD2枚。1981年までのシングルA・B面、「サウスポー」の幻の初期バージョンを収録。DVDには『スター誕生!』・『NTV紅白歌のベストテン』を中心とした日本テレビ出演時の番組映像と、1978年のコンサート『アメリカ！アメリカ！アメリカ！』（ラスベガス公演）・『'78ジャンピング・サマー・カーニバル』（後楽園球場コンサート）のライブ映像が収録されている。

## 映像作品

### VHS・LD・VHD
- ピンク・レディ FOREVER 武道館ライブ（1984年）
- ピンク・レディーのすべて〜スター誕生からさよならピンク・レディーまで〜（1990年10月5日）
- NOW in Los Angels（1991年3月21日）
- PINK EYED SOUL（1997年1月1日）
- 再会 Pink Lady（1997年9月19日）
- Pink Lady & Jeff 1 [VHS]（2001年6月26日）
- Pink Lady & Jeff 2 [VHS]（2001年6月26日）

### DVD
- Pink Lady & Jeff（2001年10月9日）米国のみで発売
- メモリアル・コンサートVol.3 PINK LADY LAST TOUR Unforgettable Final Ovation（2005年8月25日）
- ピンク・レディーの活動大写真（2006年7月28日）
- ピンク・レディー IN 夜のヒットスタジオ〜フジテレビ秘蔵映像集〜（2011年5月27日）
- CONCERT TOUR 2011 "INNOVATION"（2011年12月28日）

### DVD BOOK
- ピンク・レディー フリツケ完全マスターDVD vol.1（2004年7月8日）
- ピンク・レディー フリツケ完全マスターDVD vol.2（2004年8月31日）

### DVD BOX
- Pink Lady Chronicle TBS Special Edition（2023年4月19日、6枚組）

## テレビ作品
- シャボン玉ホリデー（第2期）（日本テレビ）
1976年10月9日から1977年3月26日まで、毎週土曜23時45分から24時15分に放送していた、初レギュラー番組（他のレギュラーは三ツ矢歌子・車だん吉・藤村俊二）。ピンク・レディーは第1期のザ・ピーナッツと同じ役割だった。放送は半年で終了するが、これがきっかけで、提供スポンサーの牛乳石鹸のCMに出る様になる。
- ヤンマーファミリーアワー 飛べ!孫悟空（TBS）
ザ・ドリフターズに似せた人形が演じる人形劇。ピンク・レディーは主題歌と劇中歌を担当し、顔出しでレギュラー出演していた。劇中歌は持ち歌の替え歌が多かった。
- みどころガンガン大放送（TBS）
「聖みどころ学園」という学園を舞台にしたドラマ・バラエティ。
- 二十五年目の顔（1977年7月14日、NHK総合） 
クラブの歌手役で出演。
- 気になる季節（テレビ朝日）
1977年10月16日から1978年3月26日まで、2クール（23回）に渡り放映された、ドラマ形式のバラエティ。かつてNHKで放送された『若い季節』のオマージュ作品。ピンク・レディーは自動車修理人役で主演。
- 24時間テレビ 「愛は地球を救う」（日本テレビ）
- ハロー! ピンクレディー（東京12チャンネル）
- ディス・イズ・ピンク・レディー（東京12チャンネル）
- アメリカ大陸横断クイズ!!（フジテレビ）
1978年9月12日に『火曜ワイドスペシャル』枠で放送。 アメリカ合衆国の様々な場所から○×クイズや三択クイズを出題、スタジオの家族100組が挑戦する生き残りクイズ。ピンク・レディーは高島忠夫と共に司会を務める一方、出題レポーターとして渡米、アグネス・ラムやニューヤンキース（フジテレビが結成した女子野球チーム）も出演した。
- ピンク・レディー物語 栄光の天使たち
1978年10月24日から1979年6月26日に、東京12チャンネルで放送されたアニメ作品。全34話および前夜祭1回と総集編2本からなる。「本人達にあまりにも似ていない」と不評であったため、シリーズ途中でキャラクターデザインをやり直したという逸話がある、漫画版は小学三年生で79年3月まで連載。
- NTVザ・ヒット! ピンク百発百中（日本テレビ）
- たまりまセブン大放送!（TBS）
『みどころガンガン』の流れを組む学園ドラマバラエティ。
- 走れ! ピンク・レディー（テレビ朝日）
基本的には着ぐるみ人形劇で、ピンク・レディーもモンピーと言う架空の動物着ぐるみの姿で登場する（イメージを似せて、本人たちが声を担当しているだけで、スーツアクターを担当しているわけではない）。ゲスト・スターのコーナーでも、ゲスト・スター本人と着ぐるみが時々入れ替わる演出や、ピンク・レディーの持ち歌コーナーでは、本人と着ぐるみが共演して踊るといった演出が行われた。
- UFOセブン大冒険（TBS）
1978年4月から9月まで放送。『たまりまセブン』の流れを汲むドラマ・バラエティ。ピンク・レディーは、榊原郁恵扮する未来人「フェルメーテ」の実姉・ミーテ（ミー）とケーテ（ケイ）役でレギュラー出演。
- ピンク・レディー汗と涙の大晦日150分!!（1978年12月31日、日本テレビ）
それまで放送していた『コント55号の紅白歌合戦をぶっ飛ばせ!なんてことするの!?』に代わって放送した、『NHK紅白歌合戦』対抗番組。ピンク・レディーはこの出演のため、『第29回NHK紅白歌合戦』の出場を辞退した。
- ザ・チャンス!（TBS）
『飛べ!孫悟空』の後番組として、放送開始からしばらくの間はピンク・レディーが司会だったが、アメリカ進出の間の代役だったはずの伊東四朗（なお、伊東の前の司会役は湯原昌幸だった）が結局そのまま司会の定位置におさまることとなった。おなじみのフレーズ "Now Get the Chance!" も、ピンク・レディー司会の時代から引き続き使われていたものである。
- ピンクレディーショウ（1979年1月1日、テレビ朝日）
朝9時半から放送された正月特番
- シャボン玉スペシャル ピンクレディータイフーン（1979年5月19日。関西テレビ）
同年5月3日から7月24日まで行われた「ジョイフルコンサート」から、5月5日に「大阪万博記念公園」の「お祭り広場」で開催されたコンサートの模様を放送。先述の『シャボン玉ホリデー』（第2期）以来の牛乳石鹸提供。
- Pink Lady and Jeff（アメリカNBC）
- さよならピンクレディー（1981年3月31日。日本テレビ）
解散コンサートの模様を生放送。実況は福留功男（当時日本テレビアナウンサー）。
- Forever'84 Pink Lady〜お元気でした？〜（1984年9月9日、TBS）
渋谷公会堂での同窓会コンサートの模様を収録。バックダンサーをジャニーズJr.が勤めた。

### NHK紅白歌合戦出場歴
| 年度   | 放送回 | 回 | 曲目                                  | 出演順      | 対戦相手         |
| ------ | ------ | -- | ------------------------------------- | ----------- | ---------------- |
| 1977年 | 第28回 | 初 | ウォンテッド (指名手配)               | 02/24       | 狩人             |
| 1989年 | 第40回 | 2  | ヒット・メドレー                      | 第1部に出演 | （対戦相手なし） |
| 1990年 | 第41回 | 3  | ピンク・レディー・メドレー            | 11/29       | たま             |
| 2000年 | 第51回 | 4  | スペシャルメドレー ピンクレディー2000 | 21/28       | アリス           |

注意点
- 出演順は「出演順/出場者数」で表す。

## CM
- 江崎グリコ
  - ラブリーチョコ
  - アーモンドダン
  - チョコリロ
  - グリコしぐれ
- 雪印乳業（現：雪印メグミルク）
  - 宝石箱
- 神州一味噌
  - 即席みそ汁
- 日清食品
  - 日清焼そばU.F.O.
  - めんくらべ
- 牛乳石鹸共進社
  - シャワラン シャンプー&リンス
  - シャワラン トリートメントセブン
- 大日本除虫菊
  - 金鳥蚊取りマット
- 松下電器産業（現：パナソニックホールディングス）
  - ナショナル薄型ラジオ ペッパー
  - ナショナル電子制御エアコン クールクール
- 日本コカ・コーラ
- 日本ハム
  - ウイニー
- 学習研究社（現：学研ホールディングス）
- アサヒ玩具
- カンロ
- ポッカコーポレーション（現：ポッカサッポロフード&ビバレッジ）
  - つぶコーン カップスープ（歌唱のみ）

他多数

## 映画
- 美女放浪記 (1977年3月19日、松竹)※映画初出演
- ピンク・レディーの活動大写真（1978年12月16日、東宝）
- ピンク・レディーと春休み（『東映まんがまつり』内で公開された24分作品の映画。1979年3月17日、東映）
- ピーマン80（1979年9月8日、東宝）

## ラジオ
- ピンク・レディーのスーパー・ポップ・ステーション (1978年10月 - 1979年3月、ニッポン放送)

## 絵本
- ひかりのくに ピンクレディー絵本（1）うたっておどろう サウスポー/ウォンテッド/カルメン'77
- ひかりのくに ピンクレディー絵本（2）UFO/ペッパー警部/渚のシンドバッド
- ひかりのくに ピンクレディー絵本（3）モンスター
- ひかりのくに ピンクレディー絵本（4）透明人間
- ひかりのくに ピンクレディー絵本（5）カメレオン・アーミー
- ひかりのくに ピンクレディー絵本（6）ミラクル伝説 ジパング